# マリー＝テレーズ＝ラファエル・ド・ブルボン
マリー＝テレーズ＝アントワネット＝ラファエル・ド・ブルボン（フランス語: Marie-Thérèse-Antoinette-Raphaëlle de Bourbon, 1726年6月11日 - 1746年7月22日）は、フランス王ルイ15世の長男ルイ・フェルディナン王太子の最初の妃。
スペイン語名はマリア・テレサ・アントニア・ラファエラ（María Teresa Antonia Rafaela）。

## 生涯
スペイン王フェリペ5世と2度目の妃エリザベッタ・ファルネーゼの次女として生まれた。ルイ15世の従妹にあたる。彼女と、3歳年下のルイ・フェルディナンとの縁組みが持ち出されたとき、フランスとスペインの2国間関係は冷え切っていた。スペイン側は、かつてルイ15世がマリー・テレーズの同母姉マリアナ・ビクトリアとの婚約を解消してマリー・レクザンスカと結婚したことを根に持っていた。ルイ・フェルディナンとマリー・テレーズの結婚には、2つのブルボン王家の関係修復という意味合いがあり、紆余曲折はあったものの、1745年2月に2人は結婚した。
引っ込み思案で他の王族のように遊興には加わらず、自室にいることの方が多いマリー・テレーズだったが、夫ルイ・フェルディナンとの夫婦仲は非常に良く、彼は妻のそばから片時も離れなかったという。ポンパドゥール夫人に溺れるルイ15世とは対照的な状態であった（ポンパドゥール夫人は王太子夫妻から非常に嫌われていた）。多産だった母エリザベッタに似ていると思われていたマリー・テレーズは、1746年に待望の第1子マリー・テレーズ王女を出産した。しかし、難産だったため著しく衰弱し、出産から3日後に急死した。妻の死に打ちのめされたルイ・フェルディナンは、その後マリー＝ジョゼフ・ド・サクスと再婚するが、マリー・テレーズ妃を失った悲しみを引きずり続けた。